# Acentropelma gutzkei
Acentropelma gutzkei is een spinnensoort uit de familie van de vogelspinnen (Theraphosidae).
De wetenschappelijke naam van de soort werd in 1997 als Crypsidromus gutzkei gepubliceerd door Steven B. Reichling.